# Всеволожский, Всеволод Алексеевич (социал-демократ)
Все́волод Алексе́евич Все́воложский (13 [25] апреля 1872, Аннинское, Херсонская губерния — 1943, Коломна, Московская область) — деятель российского революционного движения, член РСДРП с 1898 года, председатель Вятского совета рабочих и солдатских депутатов (1917), товарищ министра финансов Временного правительства Урала (1918).

## Биография
Всеволод Алексеевич Всеволожский родился 13 апреля 1872 года в селе Аннинское Елисаветградского уезда, родовом имении отца, в семье мирового судьи, отставного товарища прокурора Бессарабского областного суда; крещён 7 мая в аннинской Рождества-Предтечевской церкви. Принадлежал к одному из древнейших дворянских родов России; его дед, Дмитрий Алексеевич, генерал-майор, был управляющим Кавказскими Минеральными Водами, прадед, Алексей Матвеевич, также генерал-майор — шефом Елисаветградского гусарского полка, героем Отечественной войны 1812 года. По его собственным словам: «Семья была стародворянская. Отец — крайний консерватор; мать — либералка, шестидесятница. Я рос под её влиянием… К сословию …не приписывался по принципиальным соображениям».
После того как в 1881 году отец, продав имение, переехал с семьёй в Киев, обучался в реальном училище, где его одноклассником был П. К. Запорожец; входил вместе с А. В. Луначарским в состав Киевского общеученического марксистского центра; известный меньшевик И. Н. Мошинский впоследствии вспоминал:
В составе общеученической организации, охватившей... все учебные заведения Киева, были также представительницы женских школ и реалисты. ...Особенно выделялись последние — на подбор солидная, великовозрастная публика, целый взвод усачей и бородачей. Когда мы “открыли” организацию реалистов, существовавшую параллельно нашей, но строго законспирированную, в ней мы нашли совершенно взрослых товарищей и вполне сложившихся марксистов. Из этого кружка, в составе которого был известный потом по делу Петербургского «Союза борьбы» Пётр Кузьмич Запорожец (арестован в декабре 1895 г. вместе с В.И.Ульяновым-Лениным и др.), в наш центр был введён Всеволод Алексеевич Всеволожский.
Из-за разногласий с отцом и старшим братом Владимиром, впоследствии — видным деятелем монархического движения, в 16 лет ушёл из дому, зарабатывал на жизнь уроками и распиловкой дров. Работал в нелегальном комитете грамотности, заведовал рабочей школой на Подоле, был задержан полицией, подвергнут обыску и в связи с обнаружением I тома «Капитала» Карла Маркса исключён из реального училища, только весной 1894 года получил разрешение сдать экстерном экзамены за курс училища (включая специальный статистический класс).
«По неблагонадёжности» не был допущен в учебные заведения Петербурга и Москвы и осенью 1894 года поступил в Рижский политехникум на механическое отделение, через год перевёлся на сельскохозяйственное. По сведениям жандармского управления, учился «на средства родного дяди помещика Михаила Голубова», отставного члена Елисаветградского окружного суда. Прослушав полный курс, окончить политехнический институт не смог — в 1896 и 1897 годах дважды арестовывался, несколько месяцев содержался в Рижской губернской и Митавской тюрьмах, весной 1898 г. был выпущен «под залог в 200 р.» и выслан до приговора в Чернигов, а 24 февраля 1899 года без суда сослан Высочайшим повелением на три года в Вятскую губернию. Как дворянин, выехал в ссылку за свой счёт, а не по этапу.
Отбывал срок ссылки как в Вятке, так и в уездных городах губернии: Малмыже, Яранске, Слободском. Служил в статистическом комитете Вятской губернской земской управы, возглавлял оценочный отдел («стол»), опубликовал несколько печатных работ, посвящённых оценке земельных участков и недвижимости в различных уездах Вятской губернии. Одновременно входил в Вятскую объединённую революционную организацию (социал-демократы, социалисты-революционеры и др.), заведовал ссыльной кассой, то есть, прежде всего, организовывал и финансировал побеги (впоследствии в автобиографии прямо так, через запятую, и писал: «заведовал ссыльной кассой, организацией побегов»). Поскольку проживание в центральных губерниях было ему запрещено, по истечении срока ссылки остался в Вятке; жена уехала на родину, забрав с собой детей. Во время Революции 1905 года вошёл от рабочих железнодорожных мастерских в состав Вятского совета рабочих депутатов, после чего некоторое время вынужден был скрываться, а затем уехал со второй семьёй в Сибирь и на Дальний Восток. В 1911—1913 годах служил представителем страховых обществ «Россия» и «Саламандра» в Омске, в 1913—1916 годах во Владивостоке и Харбине, в начале 1917 года перевёлся в Екатеринбург.
Оказавшись в феврале 1917 года в Петрограде, принял участие в Февральской революции, в марте был направлен в Вятку, где стал председателем Следственной комиссии, затем председателем Вятского совета рабочих и солдатских депутатов, членом губернского исполнительного комитета. Состоял членом комитета Вятской организации социал-демократов-меньшевиков; принимал участие в выборах в Учредительное собрание по списку партии меньшевиков-«объединенцев».

После перехода власти к большевикам, на время оставив жену и пятерых детей в Вятке, в семье тестя, вернулся в Екатеринбург к прежнему месту службы. В июле—августе 1918 г., после взятия города белочехами и белогвардейцами, был приглашён к участию в работе Временного областного правительства Урала и занял пост товарища главноуправляющего финансами. Главноуправляющий, он же товарищ председателя Уральского правительства и лидер уральских кадетов, Л. А. Кроль, занимавшийся, в основном, вопросами формирования единой всероссийской власти и сношениями с другими белыми правительствами и практически не принимавший участия в непосредственной работе по руководству финансами Урала, впоследствии вспоминал: 
В мое отсутствие меня замещал мой товарищ, В. А. Всеволожский. …В. А. Всеволожский по партийности был социал-демократ, и факт его назначения моим товарищем является лишним подтверждением того, как мало считалось правительство Урала с партийностью. Нам нужны были деловые люди, и мы их имели… К счастью, в лице В. А. Всеволожского я имел прекрасного заместителя.
Будучи социалистом, после колчаковского переворота В. А. Всеволожский был вынужден бежать через Владивосток в Японию; сумел возвратиться в Советскую Россию к семье только в 1922 г.
Служил в Наркомпроде, Наркомфине (в Петрограде, Москве, Ростове-на-Дону), несколько лет (1927—1932), сумев соединить все три своих специальности, заведовал отделом сельскохозяйственной статистики Госстраха СССР. Регулярные попытки всякого рода комиссий «вычистить» В. А. Всеволожского, бывшего меньшевика, с 1918 года беспартийного, из центрального аппарата совучреждений постоянно наталкивались на решительное сопротивление целого ряда видных старых большевиков, прекрасно знавших его по вятской ссылке.
В 1932 году по ходатайству Всесоюзного общества политкаторжан и ссыльнопоселенцев получил персональную пенсию и практически немедленно покинул Москву, сумев тем самым избежать репрессий. В 1932—1934 г.г. работал экономистом планового отдела Донецкого облисполкома, в 1934—1936 г.г. в Киеве консультантом Госстраха УССР, а в 1939 г. восемь месяцев (с апреля по декабрь) — плановиком-экономистом Никольского лесохимического завода (с. Аскино, Башкирская АССР). В 1940 г. вернулся в Москву и, будучи «как меньшевик» лишён персональной ВОПСовской пенсии, вновь поступил на работу в Госстрах СССР.
Умер весной 1943 года в доме ветеранов в Коломне.

## Семья
- отец — Алексей Дмитриевич Всеволожский (23 августа 1838 г., вероятно, Ставрополь — 24 ноября 1894 г., Киев), старший сын генерала Д. А. Всеволожского, управляющего Кавказскими Минеральными Водами, «казённый кавказский воспитанник» Императорского училища правоведения (1860), товарищ прокурора Бессарабского областного суда (1870—1871), затем мировой судья в Елисаветграде, гласный Херсонского губернского и Елисаветградского уездного земских собраний, с 1881 г. — присяжный поверенный при Киевском окружном суде, надворный советник.

- мать — Мария Николаевна, урождённая Голубова (8 сентября 1844 г., Николаев — после 1915), дочь коллежского советника и кавалера Николая Ивановича Голубова (ок. 1789, с. Ново-Петровское Херсонского уезда — 16 февраля 1845 г., Николаев), сына священника с. Кашперовка Херсонского уезда, выпускника Екатеринославской духовной семинарии, в 1813—1824 г.г. преподавателя русской грамматики, логики, риторики и истории в Черноморском штурманском училище (Николаев), с 1832 г. правителя канцелярии Николаевского и Севастопольского военного губернатора; внучка и правнучка главных мастеров математико-физических инструментов Черноморского флота Ивана и Василия Свешниковых.

- старший брат — Владимир (21 августа 1870 г., Елисаветград — после 1920), выпускник юридического факультета Императорского университета св. Владимира (Киев), чиновник по особым поручениям при костромском губернаторе, с 1909 г. — старший советник Архангельского губернского правления, коллежский советник. Известный деятель монархического движения, видный член Союза русского народа, секретарь Совета монархических съездов России. В Гражданскую войну — в Вооружённых силах Юга России, с 1920 г. в эмиграции, дальнейшая его судьба неизвестна. В гражданском браке имел двух детей — дочь Александру и сына Михаила — носивших по матери фамилию «Минины».

- сёстры — Александра (15 июня 1867 г., Кишинёв — 1918; замужем за Ипполитом Владимировичем Ковалевским, фармацевтом Киевского военного госпиталя, надворным советником); Мария (1880—1965).

- первая жена — Зинаида Матвеевна Ганьшина (род. ок. 1874 — пропала без вести в 1941 году), медицинский работник. Познакомились в Риге, обвенчались в 1897 г. в церкви Рижской губернской тюрьмы. Последовала за мужем в ссылку, но около 1903 г. брак распался. Дети:
  - Ксения (1900—1988), замужем за Павлом Лукичом Птушко, старшим братом знаменитого советского кинорежиссёра-сказочника
    - внук Радий (1932—1946).

  - Владимир (1901—1937), член РКП(б) с 1919 г., в Красной Армии, затем на советской работе, в 1937 г. — председатель Донецкого облисполкома, кандидат в члены ЦК КП(б)У.
    - внук Юрий (1924—2000), участник Великой Отечественной войны, агроном-целинник, директор совхоза, позднее — ректор Ворошиловградского сельскохозяйственного института (1969—1973), советник посла СССР в Нидерландах (1976—1981), зам. начальника (1973—1976), начальник (1981—1989) Главного управления сельскохозяйственных ВУЗов и техникумов Министерства сельского хозяйства СССР.
    - внучка Лилия (Наконечная, 1934—1984).

- вторая жена (с 1905, официально с 1935) — Валентина Ивановна Яковлева (1879—1956), дочь вятского купца 2-й гильдии. В 1900—1904 г.г. училась в Женском медицинском институте, привлекалась к дознанию по делу Петербургской организации РСДРП, с июля по ноябрь 1904 года содержалась в Доме предварительного заключения; в личном деле мужа (1932) о ней прямо сказано: «в прошлом тоже меньшевичка». Дети:
  - Ольга (ок. 1907—1918).
  - Алексей (1911—1984), артиллерист-пиротехник, участник Великой Отечественной и Советско-японской войн, гвардии подполковник, в отставке — директор московского стадиона «Авангард».
    - внук Владимир (1931—2015) — известный советский геолог, доктор геолого-минералогических наук, заслуженный профессор МГУ, председатель Российского Союза гидрогеологов.
    - внук Лев (1932—2012) — в 1990-х г.г. проректор Калининского государственного университета, кандидат технических наук.
    - внучка Татьяна (1936—2007), старший научный сотрудник Института ядерной физики имени Г. И. Будкера Сибирского отделения РАН, кандидат физико-математических наук.
    - внучка Галина (род. в 1940), геолог.

  - Татьяна (ок. 1912—1918).
  - Андрей (ок. 1914—между 1932 и 1936).
  - Елена (1916—1997); окончила химический факультет Московского университета. Муж — Александр Васильевич Живаго (1914—2009), известный советский океанолог, видный специалист по геоморфологии морского дна, доктор географических наук, лауреат Государственной премии СССР, заслуженный деятель науки Российской Федерации, академик РАЕН;
    - внуки Николай, Ольга.